# Compactadora

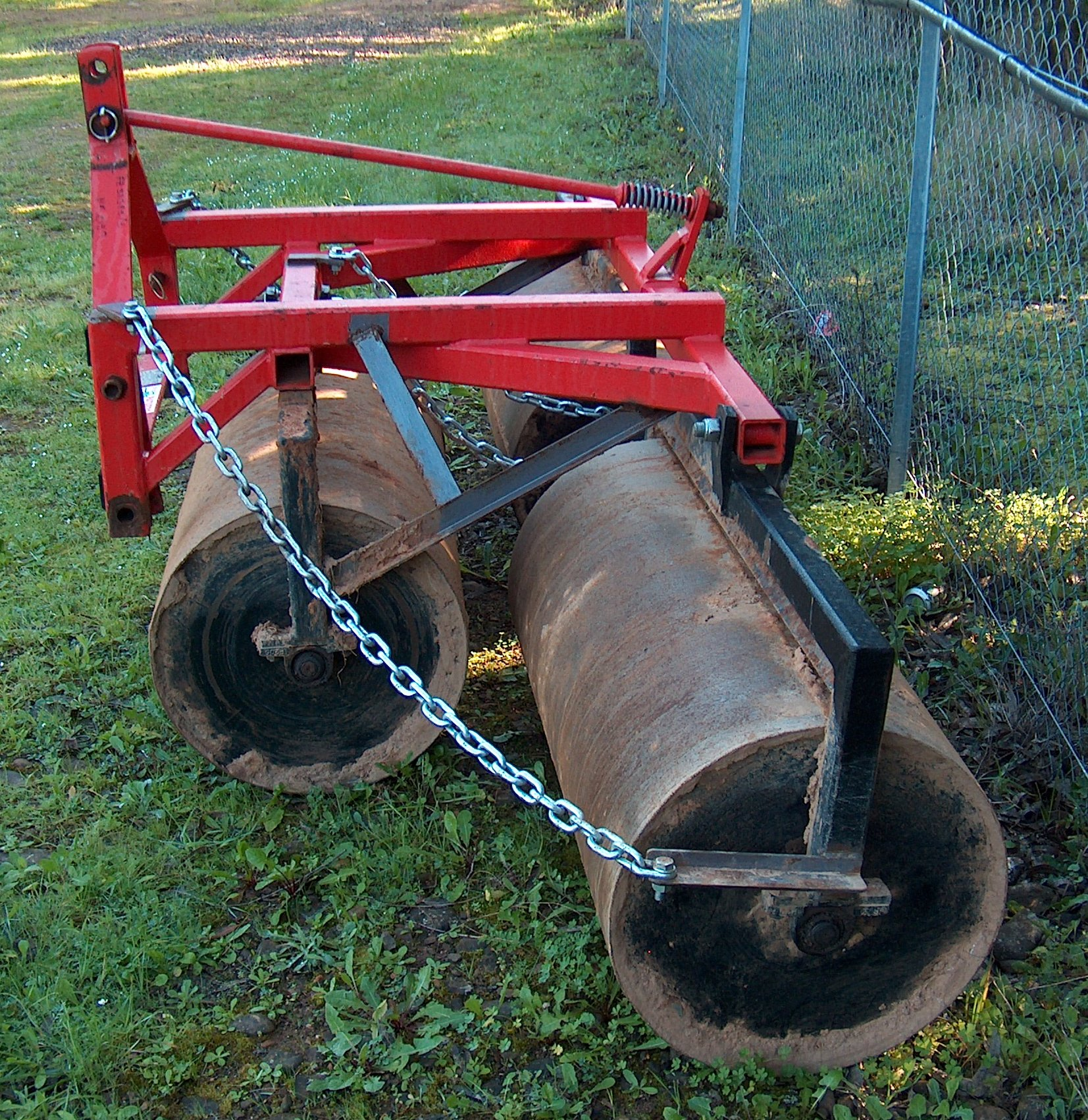
Corró de conreu

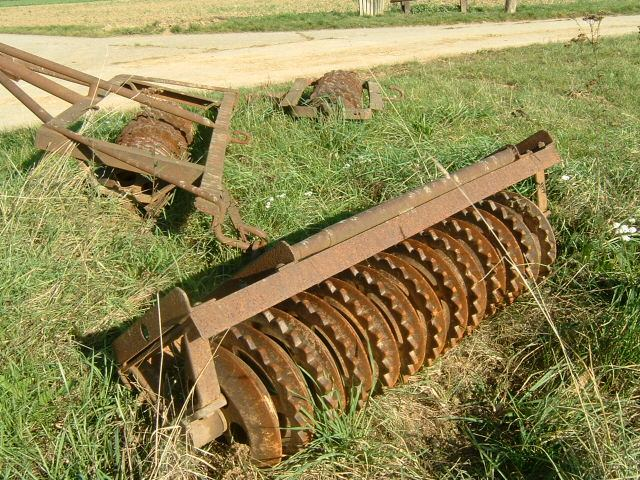
Corró de discs dentats

Un corró, rodet o compactadora en agricultura és un arreu utilitzat per aplanar o compactar la terra després d'haver llaurat amb una arada.
L'acció d'aplanar la terra permet que la llavor sembrada després de la llaurada entri en contacte amb la terra i es faci més ràpida la germinació. També té l'acció de mantenir humida la capa subsuperficial de la terra i és, per tant, un mètode per estalviar aigua.
Els corrons antics eren cilindres de pedra massissa travessada per una barra de ferro. Des la fi del segle dinou aparegueren nombroses variants de corrons igualadors i compactadors.
Els corrons moderns acostumen a ser metàl·lics però també n'hi ha de matèria plàstica i buits que s'omplen d'aigua en utilitzar-los i que generalment es fan servir en el manteniment de parcs i jardins.
Els corrons de discs estan formats per discs independents i separats entre ells, i es caracteritzen per un pes elevat apte per aprofundir en terrenys lleugers i sorrencs.

## Dissenys

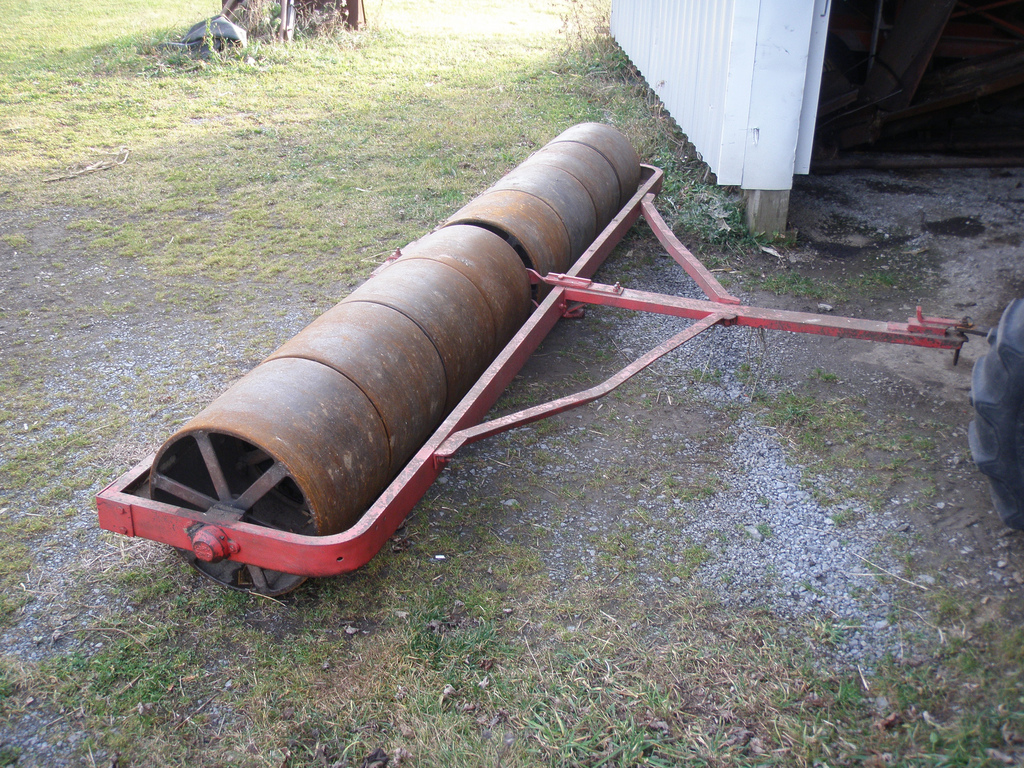
Un corró llis de 12 peus que consta de vuit segments de 1,5 peus

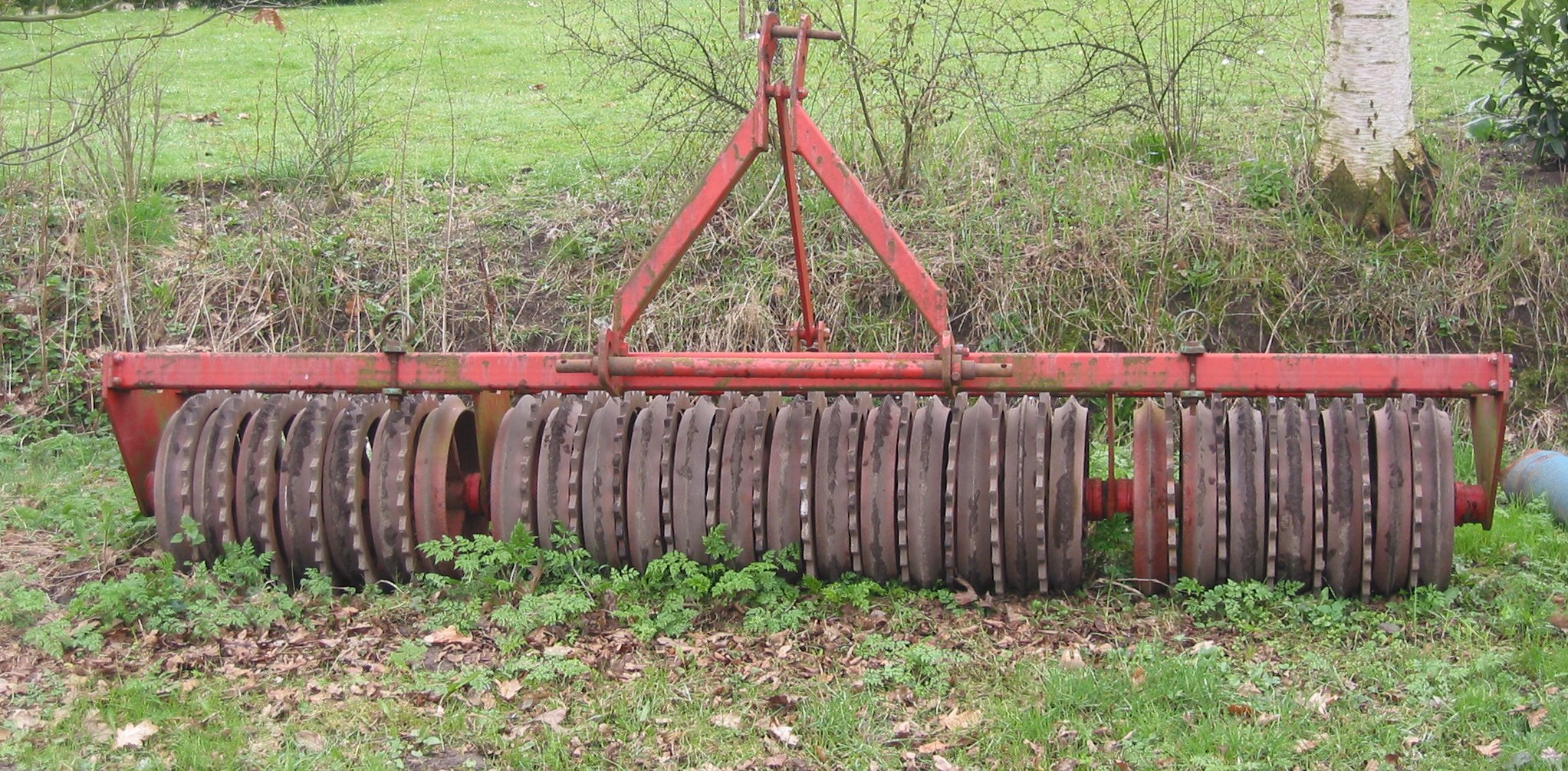
Un corró estriat que comprèn molts segments s'anomena normalment corró Cambridge al Regne Unit i cultipacker als Estats Units; cada nom es va originar amb un fabricant del país respectiu i va evolucionar cap al nom predominant a la regió.

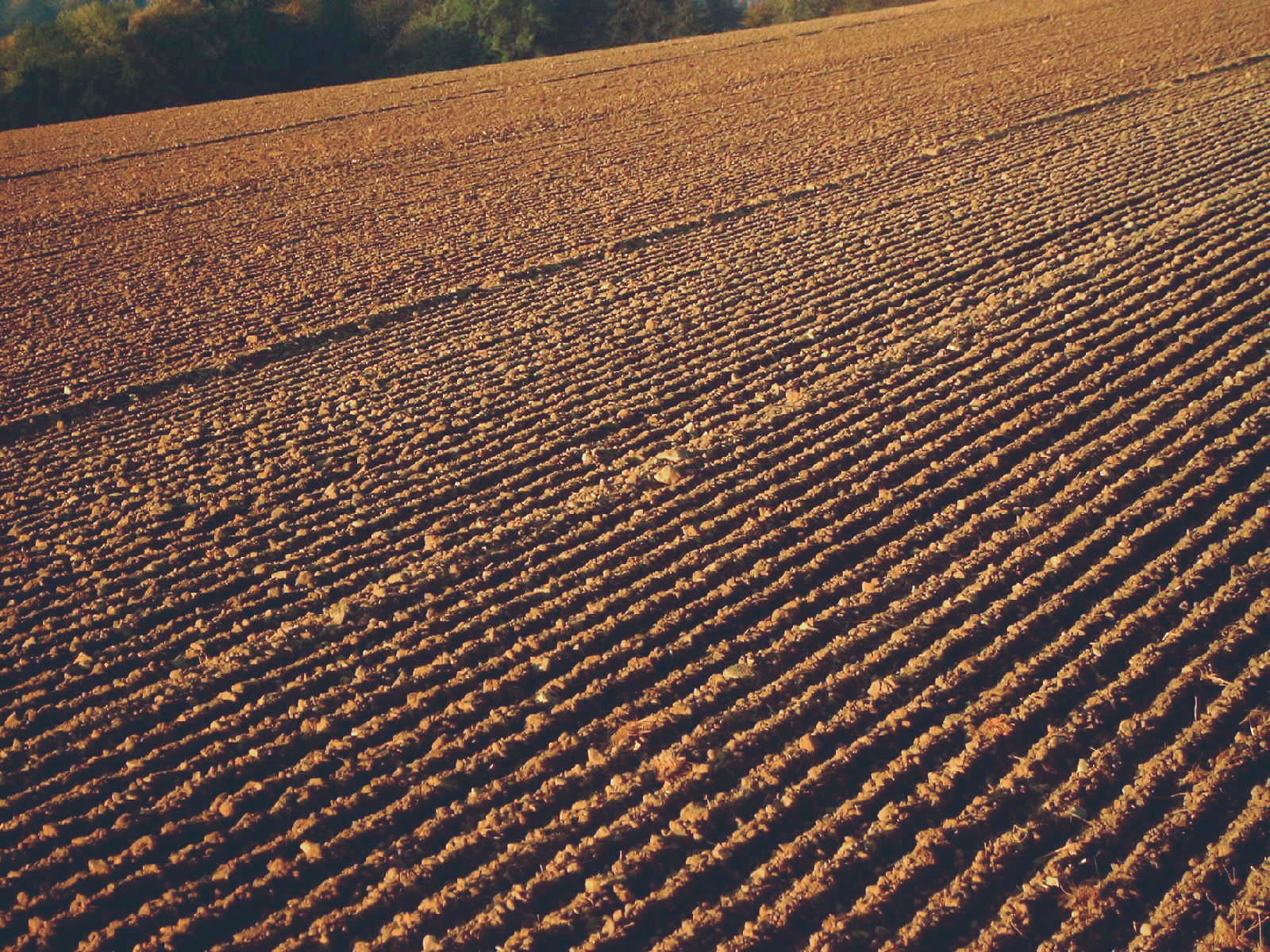
Un camp després de compactar-lo amb un corró Cambridge (o similar).

### Una peça vs. segmentat
En sòl conreat, un corró d'una sola peça té l'inconvenient que en girar les cantonades l'extrem exterior del corró ha de girar molt més ràpid que l'extrem interior, forçant un o tots dos extrems a patinar. Un corró d'una sola peça girat sobre un terreny tou relliscarà un munt de terra al radi exterior, deixant munts, la qual cosa és contraproduent. Sovint, els corrons es fan en dues o tres seccions per reduir aquest problema, i el corró Cambridge el supera del tot muntant molts segments petits en un eix de manera que cadascú pugui girar a la velocitat adequada al punt de contacte (Idealment el lliscament es redueix al mínim. Un corró cilíndric massís, quan gira, rellisca de forma forçada en el contacte amb el sòl).

### Llisa vs. ranures
La superfície dels corrons pot ser llisa, o pot tenir una textura per ajudar a trencar el sòl o per fer ranures a la superfície final per reduir l'acció de la pluja. Cada segment d'un corró Cambridge té una costella al voltant de la seva vora per a aquest propòsit. El nom cultipacker s'utilitza sovint per a aquests tipus de cresta, especialment als Estats Units.

### Materials
Cada disc d’un corró multidisc és d’un material metàl·lic resistent. La denominació de «ferro colat» només és una simplificació. El ferro colat tradicional és massa fràgil per fabricar discs que han de poder resistir impactes importants. Els discs es fonen d’una peça, amb un aliatge de fosa dúctil.

## Història
El corró es coneix a l'Europa occidental des de l'any 1500, però el seu ús sembla haver estat reservat per a terres dures fins al segle xviii, en una època en què la metal·lúrgia i la mecanització permetien concebre eines còmodes de fer servir. No obstant això, l'agrònom andalusí Ibn al-Awwam havia esmentat l'existència de rodets esmicoladors ja al segle XII.
Hi ha referències que indiquen l’ús d’eines aplanadores del sòl conreat per par dels antics grecs i romans. Amb cilindres estàtics i giratoris.

## Usos

### Utilització agrícola
Els corrons són una eina de cultiu secundària utilitzada per aplanar la terra o trencar grans terrossos de sòl, especialment després de llaurar o passar l'arada de discs. En l'actualitat, els corrons solen ser arrossegats per tractors. Abans de l'agricultura mecanitzada, un equip d'animals de treball, com cavalls o bous, proporcionava la força de tracció necessària per a poder passar el corró o compactadora al llarg dels camps. La tracció animal se segueix utilitzant avui dia en alguns contextos, com a les granges Amish dels Estats Units i en regions d'Àsia on els bous de tir segueixen sent molt utilitzats.
Els corrons preparen els llits de sembra òptims fent-los tan plans com sigui pràctic i moderadament ferms. El fet que siguin plans és important a la plantació perquè és l'única manera pràctica de controlar la profunditat mitjana de sembra de llavors sense plantar a mà, laboriosament, cada llavor; no és viable aconseguir per uniformitat (per exemple) d'1 cm de profunditat de plantació si el contorn del llit de sembra varia 2 cm o més entre punts adjacents. És per això que en el moment de la sembra és important trencar fins i tot els petits terrossos/termolls i tenir una uniformitat ben anivellada del sòl.
Les terres més planes també faciliten el control de males herbes i la collita posteriors. Per exemple, en el control mecànic de males herbes, el control de la profunditat de les dents del cultivador només és pràctic amb un contorn del sòl adequadament pla, i en combinació, controlar l'alçada del capçal de la combinació només és pràctic amb un contorn del sòl prou pla.
També es creu que la compactació superficial ajuda a reduir la pèrdua d'humitat del sòl conreat.

### Eres
Les eres per a batre cereals s'associen a dues menes de corrons: els rodets de batre i els rodets o corrons d’aplanar.

### Ús en el camp de criquet
En el criquet, els corrons s'utilitzen perquè el camp sigui pla i menys perillós per als batedors.
En la història del criquet s'han utilitzat rodets de diverses mides, des dels rodets lleugers que s'utilitzaven a l'època dels camps descoberts i en algunes etapes de la dècada de 1950 per facilitar la batuda, fins al modern «corró pesat» que s'utilitza universalment al criquet de primera categoria en l'actualitat. El reglament permet que un terreny de joc només es compacti al començament de cada entrada o dia de joc, però això ha tingut una enorme influència en el joc en eliminar els shooters que eren omnipresents en tots els terrenys excepte en els lleugers abans que s'utilitzessin els corrons pesats. Ss'ha criticat els rodets pesants per facilitar massa la batuda i per reduir la velocitat a què s'assequen els camps després de la pluja en el fresc clima anglès.

### Ús en gespa

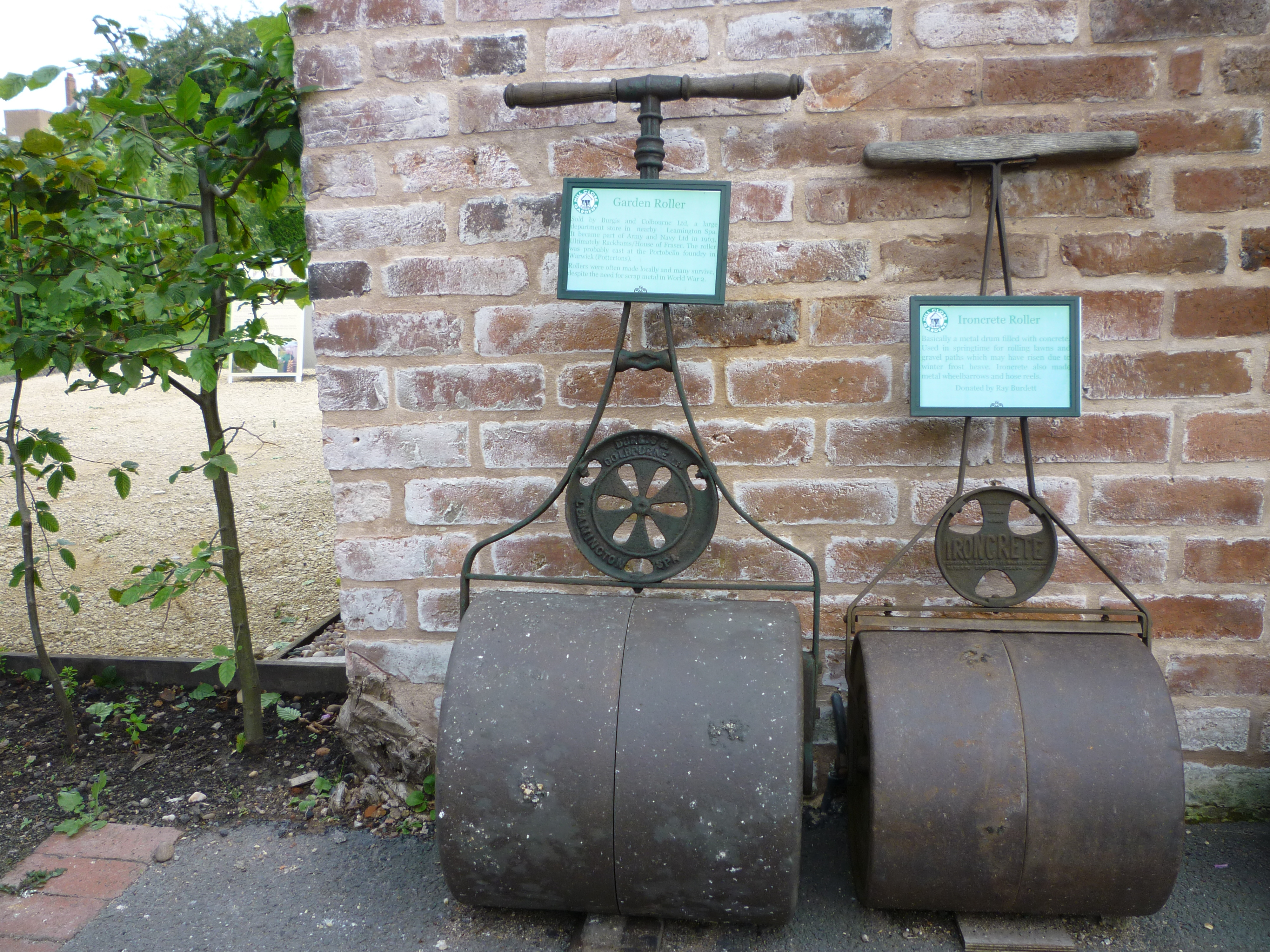
Dos "corrons de jardí" a Hill Close Gardens, Warwick

Els corrons de gespa estan dissenyats per igualar o endurir la superfície de la gespa, especialment en climes on l'aixecament fa que la gespa sigui grumosa. Es pot donar el cas que s'aixequi quan el sòl es congela i es descongela moltes vegades durant l'hivern. Quan això passa, es recomana als jardiners que facin rodar lleugerament la gespa amb un corró de gespa a la primavera. Els sòls argilosos o humits no s'han de corronar a mesura que es compacten.